# Thẻ bài quân nhân

Thẻ bài quân nhân của các sĩ quan quân đội Ba Lan bị Liên Xô giết chết trong vụ thảm sát Katyn, được khai quật trong các ngôi mộ tập thể ở Kharkiv

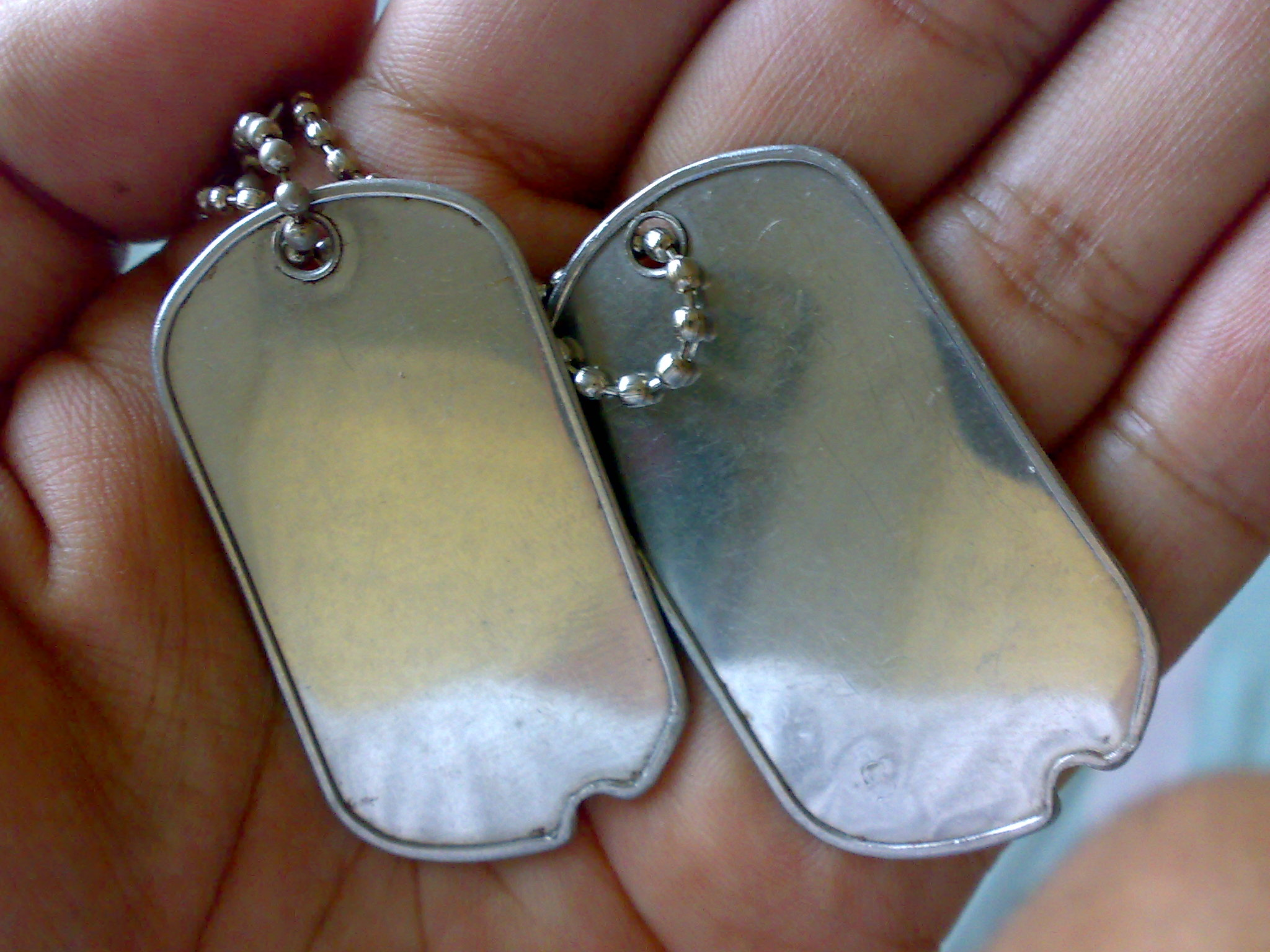
Một cặp dog tag chưa ghi thông tin

Thẻ bài quân nhân là tên chính thức cho các thẻ định danh mà được đeo bởi nhân viên quân sự hoặc binh lính. Dạng thẻ này được sử dụng chủ yếu cho việc xác định thông tin về số thương vong và y tế cơ bản cần thiết, ví dụ như nhóm máu và lịch sử tiêm chủng, cùng với việc cung cấp sở thích tôn giáo. Dog tag thường được chế tạo từ kim loại chống ăn mòn dù được làm từ bất cứ thứ gì sẵn có.
Nó có thể chứa hai bản sao của thông tin và được thiết kế để dễ dàng bẻ thành hai mảnh. Một số quốc gia sử dụng hai thẻ giống hệt nhau. Nhờ vậy mà một mảnh có thể được lấy đi từ xác của một chiến binh để thông báo trong khi mảnh còn lại thì ở lại với cái xác khi điều kiện trận chiến không cho phép cái xác được lấy đi hoàn toàn.

## Lịch sử

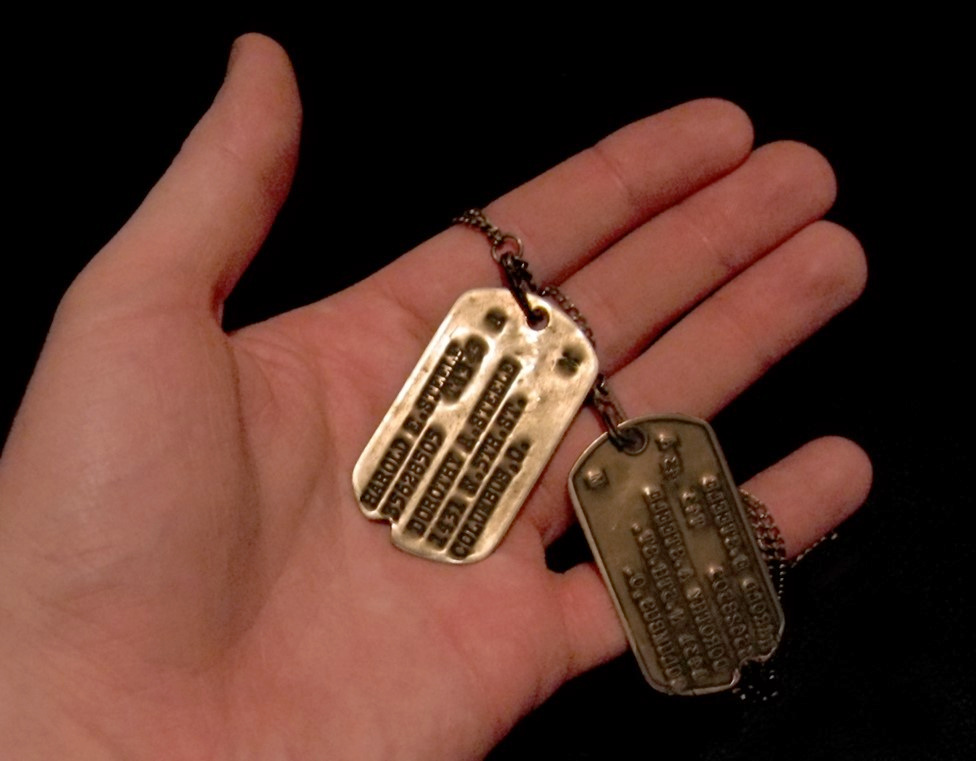
Thẻ bài quân nhân của một lính Mỹ mà từng phục vụ trong chiến tranh thế giới thứ hai

Thẻ bài quân nhân đã được cung cấp cho những người lính Trung Quốc sớm nhất là vào giữa thế kỷ 19. Trong cuộc khởi nghĩa Thái Bình Thiên Quốc (1851–66), cả hai đế quốc (tức các quân nhân thường của Lục quân Đế quốc Trung Quốc) và những phiến quân Thái Bình mặc một bộ đồng phục với một chiếc dog tag bằng gỗ ở thắt lưng, mang tên của người lính, tuổi, nơi sinh, đơn vị, và ngày nhập ngũ.
Trong cuộc nội chiến Hoa Kỳ vào năm 1861–1865, một số binh sĩ đã gắn một mảnh giấy ghi chú vào đằng sau áo của họ có ghi tên và địa chỉ nhà. Một vài binh sĩ khác đã in thông tin định danh lên ba lô của họ hoặc cào nó đằng sau phần chì mềm của thắt lưng khâu quân đội.

### Thế chiến thứ nhất
Quân đội Anh và quân đội đế quốc của họ ở Canada, Australia và New Zealand được phát những thẻ có ghi thông tin định danh vào thời kì đầu của chiến tranh thế giới thứ nhất. Những thẻ này được làm từ sợi, một màu đỏ và một màu xanh lá cây, và được treo quanh cổ bằng đoạn dây len. Kiểu mẫu tương tự cũng được mang vào chiến tranh thế giới thứ hai và chiến tranh Triều Tiên.

### Thế chiến thứ hai

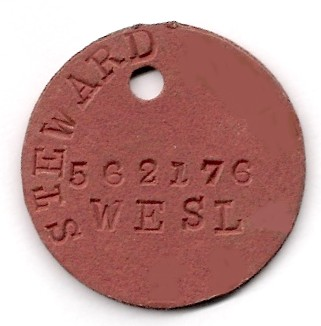
Một trong số hai chiếc đĩa định danh được phát cho Hải quân miền Nam châu Phi trong thế chiến thứ hai với cấp bậc, tên họ, tên viết tắt, số đơn vị và tôn giáo

## Sử dụng theo cách phi quân sự

### Xác định tình trạng sức khỏe
Một số loại thẻ bài được sử dụng cho người dân để nhận dạng người đeo và xác định tình trạng sức khỏe.

### Thời trang
Thẻ bài quân nhân gần đây đã trở thành một loại hình thời trang của giới trẻ và thường được in lên thông tin của người đeo nó, nickname, câu nói yêu thích, nhóm máu...
Có rất nhiều cách để khắc thẻ hiện nay:
- Sử dụng công nghệ khắc laze: Với công nghệ này, người dùng có thể khắc được hai mặt, chọn lựa được nhiều thông tin hơn, và số dòng khắc được có thể lên tới tối đa là 5 dòng.
- Sử dụng công nghệ dập nổi: Với công nghệ này, người dùng chỉ dập được một mặt và thường thì tối đa là 4 dòng.